# روبرت كارترايت
روبرت كارترايت (بالإنجليزية: Robert Cartwright)‏ هو مخرج فني أمريكي، ولد في القرن العشرين في الولايات المتحدة.